# 박승관 (1912년)
박승관(朴承琯, 1912년 ~ ?)은 일제강점기와 대한민국의 경찰이다.

## 생애
출신지는 전라북도 남원군이다. 일본에 유학하여 도호쿠 제국대학 법문학부를 졸업했다. 본관은 무안 박씨이다.
1939년에 고등문관시험 행정과에 합격하여 조선총독부 관리가 되었다. 1941년에 경상남도 양산군 군수로 발령받아 근무하다가 태평양 전쟁 종전 직전인 1944년에는 함경남도 수송보안과장이 되어 경찰 간부로 일했다.
태평양 전쟁이 종전되고 미군정 지역에서 다시 경찰로 발탁되었다. 1946년에 제6관구경찰청 총무과장을 맡은데 이어 제8관구경찰청장에 임명되어 호남 지역에서 근무했다.
제1공화국 정부 수립 무렵 철도경찰청장을 지내면서, 새로 제정된 국가보안법에 의해 남조선로동당의 활동과 노동자 파업 행위가 탄압받을 때 전면에 나선 인물이다. 한국 전쟁 직전인 1950년 초반에 강원지방경찰청의 전신인 제2관구경찰청의 청장으로 재임 중이었다.
2008년 공개된 민족문제연구소의 친일인명사전 수록예정자 명단 중 경찰 부문과 관료 부문에 포함되었다.

## 참고자료
- 박승관(朴承琯) - 국사편찬위원회